# Anthaxia diadema
Anthaxia diadema es una especie de escarabajo del género Anthaxia, familia Buprestidae. Fue descrita científicamente por Fischer von Waldheim en 1824.